# Murcia Open 2021
Il Murcia Open 2021 è stato un torneo maschile di tennis giocato sulla terra rossa. È stata la 2ª edizione del torneo, facente parte della categoria Challenger 80 nell'ambito dell'ATP Challenger Tour 2021. Si è giocato al Murcia Club de Tenis 1919 di Murcia, in Spagna, dal 27 settembre al 3 ottobre 2021.

## Partecipanti

### Teste di serie
| Nazionalità | Giocatore               | Ranking* | Testa di serie |
| ----------- | ----------------------- | -------- | -------------- |
| Spagna      | Roberto Carballés Baena | 89       | 1              |
| Paesi Bassi | Tallon Griekspoor       | 132      | 2              |
| Australia   | Marc Polmans            | 165      | 3              |
| Spagna      | Mario Vilella Martínez  | 171      | 4              |
| Argentina   | Marco Trungelliti       | 176      | 5              |
| India       | Ramkumar Ramanathan     | 192      | 6              |
| Serbia      | Filip Horanský          | 204      | 7              |
| Francia     | Mathias Bourgue         | 213      | 8              |

* Ranking al 20 settembre 2021.

### Altri partecipanti
I seguenti giocatori hanno ricevuto una wild card per il tabellone principale:
- Pablo Llamas Ruiz
- Álvaro López San Martín
- Daniel Rincón

Il seguenti giocatori sono entrati in tabellone con il protected ranking:
- Joris De Loore
- Jeroen Vanneste

I seguenti giocatori sono passati dalle qualificazioni:
- Emilio Nava
- Francesco Passaro
- Mats Rosenkranz
- Alex Rybakov

## Campioni

### Singolare
Tallon Griekspoor ha sconfitto in finale  Roberto Carballés Baena per 3–6, 7–5, 6–3.

### Doppio
Raul Brancaccio /  Flavio Cobolli hanno sconfitto in finale  Alberto Barroso Campos /  Roberto Carballés Baena per 6–3, 7–6(4).